# Paul de Vivie
Paul de Vivie (francès: Vélocio)  (Pèrnas dei Fònts, 29 d'abril de 1853 - Saint-Étienne, 4 de març de 1930) va ser un cicloturista occità i és la figura emblemàtica del cicloturista francès. Vélocio és el seu pseudònim literari. Aquest pseudònim evoca la bicicleta i la velocitat, es pot traduir com "el que va ràpid en bicicleta".

## Biografia
El seu pare, Edmond de Vivie, era un gentilhome gascó descendent d'una vella família noble, originària de Sant-Germain-de-la-Sauvetat i que exercia l'ofici de Mestre de les Places. La seva mare, Marthe Romanç, era arlésienne.
Va viure a Tarascon, Meyzieu, va fer els estudis secundaris a Lachassagne, prop de Lió, fins al 1870. Va entrar a la indústria de la seda com a agent de borsa, i els seus caps van mostrar confiança en ell i van permetre que creés una filial a Saint-Étienne, però va ser a Lió quan es va casar el 1876. El 1881 va conduir la primera bicicleta, amb la finalitat de fugir de la gran ciutat. Es va convertir en secretari del Club dels Ciclistes Stéphanois i va organitzar la primera cursa a la regió el 9 de juliol de 1882. El comerç de la seda el va portar sovint a Anglaterra, on va poder apreciar la gran qualitat de la indústria ciclista. Amb la visió del futur d'aquesta activitat a França, va fundar el 1882 la fabricació de bicicletes Stéphanoise "La Gauloise" i el 1886 "Agence Générale Vélocipédique". El 1887 també va crear la revista Le Cycliste Forézien, que es va convertir en Le Cycliste el 1888.
El 1889, Vélocio va fer una campanya per crear un club de turisme a França, segons el model del Cyclists Touring Club (CTF). Malgrat les acusacions dels clubs que ho veien com una competència, el 1890 el CTF tenia més de 500 membres.
Visionari, el 1894 va crear un servei de missatgeria en bicicleta anomenat "L'Express-Cyclistes" per a l'ús d'empreses i particulars "que tindrien documents importants o paquets lleugers i compactes per portar".

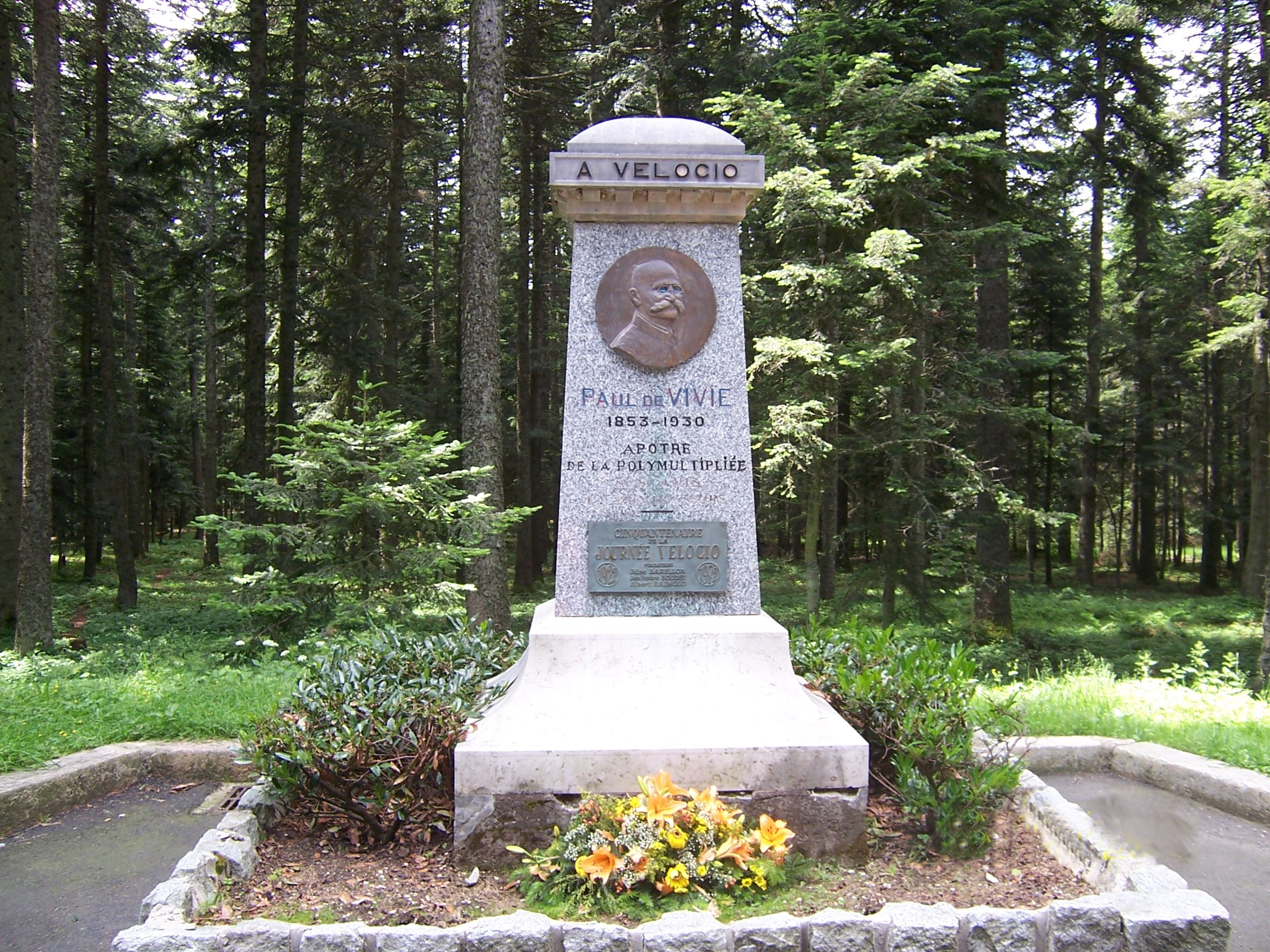
Monument al coll de la República

El va atropellar un tramvia el 27 de febrer de 1930 i va morir el 4 de març de 1930, als 76 anys, a Sant-Étienne, d'una fractura de crani sense que recuperés la consciència. Li varen dedicar un monument al Col du Grand Bois o Col de la République, a la nacional 82, a 17 quilòmetres de Saint-Étienne. Avui és el punt final de la Pujada de Vélocio, una cursa cronometrada organitzada cada any des de la rotonda Paul de Vivie de Saint-Étienne per voluntaris del Comitè de Vélocio. La primera prova va tenir lloc el 1922.
Està enterrat al cementiri de Loyasse a Lió. A la placa commemorativa es pot llegir: "Al seu venerat mestre, els ciclistes de Saint-Étienne". Als anys seixanta es va col·locar una placa amb un error. Es va gravar de la manera següent: "Homenatge a Vélocio de les empreses de cicloturisme de Lió".

## Les seves activitats
Amant de llargues excursions, va ser a l'origen de les “Diagonales de France”. Va recórrer grans distàncies moltes vegades, com els 660 quilòmetres entre França, Suïssa i Itàlia el 1900 (9.000 metres de desnivell vertical). També va ser l'iniciador de grans reunions amistoses com la "Pasqua a la Provença".
L'apassionava la "petita reina" com a hobby. Va ser ell qui va inventar el nom de cyclotourisme. Va ser incansable en promoure aquesta pràctica que estimava apassionadament mitjançant articles a la revista Le cycliste que ell mateix havia creat. Aquesta revista li va sobreviure i es va convertir en la publicació esportiva francesa més antiga abans de desaparèixer l'any 1973.
Velocio es va interessar per l'esperanto. Aquest llenguatge, fundat per l'acostament entre els pobles va ser utilitzat per molts turistes ciclistes abans del 1914 en els seus viatges a l'estranger.
També va ser un àvid seguidor del vegetarianisme i va demostrar que es podia pedalar enèrgicament i viure molt de temps amb aquest règim alimentari.
Com a industrial, fundador dels fabricants de bicicletes, és ell qui va inventar el marc sense acoblaments, les bieles, els cubs desmuntables, la capacitat d'ajust de la roda dentada del joc de bieles a totes les línies de la cadena, el marc i equiangle, sobretot, el desviador.

## La millora del desviador
Vivie tenia la voluntat de fer la bicicleta que més convingués als cyclotouristes. Va provar diversos sistemes de canvi de velocitat (amb doble cadena, cadena flotant, etc.). Es va interessar per totes les experiències realitzades en aquest camp i va lluitar per "polymultiplication" o "canvis de marxa". Els seus amics van qualificar el resultat de la seva investigació com "un munt de ferralla". Avui es pot veure al Museu d'Art i Indústria de Saint-Étienne.
Va ser a Chanteloup, el 1913, quan va tenir lloc per primera vegada la cursa "Polimultiplicada", on els ciclistes van experimentar amb diversos sistemes de canvi d'engranatges.

## Els manaments de Vélocio

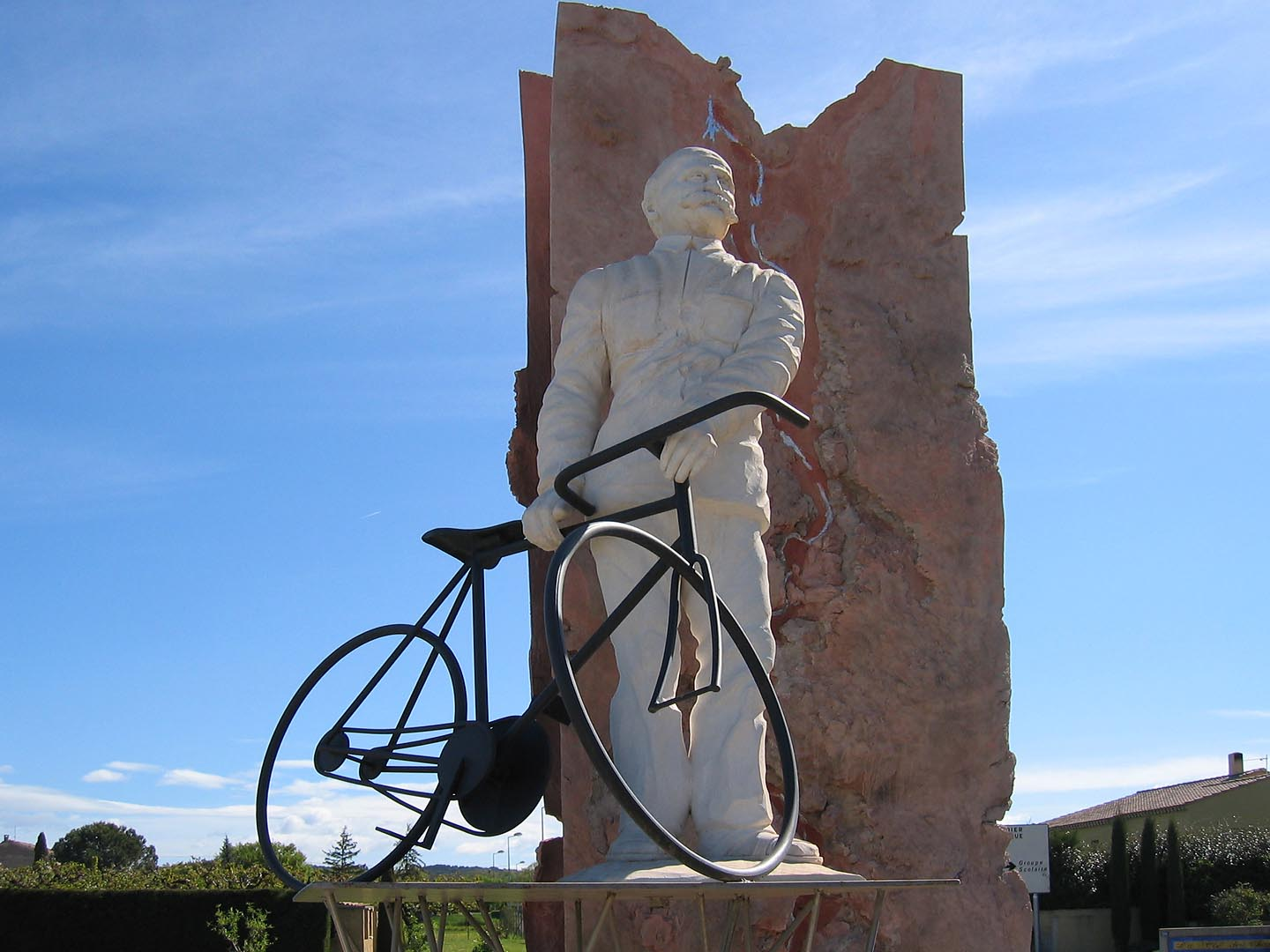
Monument a Vélocio, a la sortida de Pernes-les-Fontaines

Va ser pioner en dietètica demostrant en el seu temps que es podia anar en bicicleta durant molt de temps (va fer etapes de 40 hores), seguint algunes regles bàsiques de pràctica i d'higiene. Els seus "set manaments" s'han mantingut en la memòria i encara es mantenen avui en dia com a preceptes a seguir per poder anar en bicicleta molt de temps.
Els manaments de Vélocio
1. Parades, poques i curtes, per no deixar caure la pressió.
2. Menjars lleugers i freqüents: menjar abans de passar gana, beure abans de tenir set.
3. No arribeu mai a la fatiga anormal que es tradueix en falta de gana i son.
4. Cobriu-vos abans de passar fred, descobriu-vos abans de passar i no tingueu por d'exposar la pell al sol, aire o aigua.
5. Elimineu alguns aliments, almenys durant el camí: el vi, la carn i el tabac.
6. No us forceu mai, manteniu-vos dins de les vostres possibilitats, sobretot durant les primeres hores quan teniu la temptació de gastar massa perquè us sentiu plens de força.
7. Mai pedaleu per autoestima.